# Nicolás Mantegazza
Nicolás Pablo Mantegazza (n. Alejandro Korn, Argentina, 10 de noviembre de 1984) es un profesor y político argentino. Pertenece al Partido Justicialista. Actualmente se desempeña como intendente del partido de San Vicente por la coalición Unión por la Patria 

## Trayectoria política
De origen peronista e hijo de los comerciantes Jorge Mantegazza y Alicia Espósito. En 2006 funda y preside el Club Estrella del Sur en el barrio Santa Ana, que funciona como un espacio de inclusión para el desarrollo social y deportivo de 400 jóvenes.
En 2013 con 28 años fue electo concejal por el Frente para la Victoria, renovó en 2017 con la nueva coalición kirchnerista Unidad Ciudadana. Además fue el presidente del Bloque de Concejales del PJ en San Vicente.
En 2019 fue electo intendente de San Vicente por el Frente de Todos acompañando a los triunfos de Alberto Fernández en la Presidencia de la Nación y Axel Kicillof en la Gobernación de la Provincia de Buenos Aires, obteniendo con el 56,89% de los votos desplazando al radical Mauricio Gómez quien iba por el segundo mandato a través de la coalición Juntos por el Cambio con el 31,28%, siendo uno de los casos donde al gobierno en ese momento no se le dio continuidad a nivel municipal, de la misma forma que sucedió a nivel provincial y nacional.
El 22 de octubre de 2023, fue reelecto intendente de San Vicente por su segundo mandato en el distrito de la Quinta de Perón, esta vez con la coalición Unión por la Patria venció 
al candidato de La Libertad Avanza Carlos Maciel logrando con el 68,25% de los votos para seguir en el cargo hasta 2027.